# Schönborn’sche Aue
Die Schönborn’sche Aue ist eine im 19. Jahrhundert gezielt verlandete Binneninsel am Rhein. Sie gehört zu einer Reihe von Inseln, die im Inselrhein zwischen Mainz und Bingen liegen. Auf der Aue befinden sich ein Kleingartengelände sowie landwirtschaftliche Nutzflächen. Seit Anfang 2013 wurden Pläne umgesetzt, im Rahmen von Renaturierungsarbeiten den ehemaligen Altrheinarm auszubaggern, um die Aue wieder vom Festland zu lösen. Diese Arbeiten wurden im November 2015 erfolgreich abgeschlossen.

## Geographische Lage
Die Schönborn’sche Aue liegt in den Rheinwiesen zwischen der Stadt Oestrich-Winkel und der Stadt Geisenheim. Beginnend bei Rheinkilometer 521,9 erstreckt sie sich bis Kilometer 523. Im Osten grenzt die Aue unmittelbar an das Naturschutz- und FFH-Gebiet „Rheinwiesen“ an.

## Geschichte
1555 schenkte der Mainzer Erzbischof Daniel Brendel von Homburg dem Rheingauer Vizedom Friedrich von Stockheim eine Aue, die sich vor Geisenheim im Rhein neu gebildet hatte. Die Aue erhielt zunächst den Namen „Stockheimer Aue“. Im 17. Jahrhundert ging die Insel an die Grafen von Schönborn über und wechselte mit dem Besitzer auch ihren Namen. Zu Beginn des 19. Jahrhunderts begannen die oberhalb Geisenheims liegenden linksrheinischen Auen Sandlache und Harter Aue zunehmend zu verlanden. Das dadurch veränderte Fließverhalten des Rheins wurde zur Bedrohung für das Geisenheimer Ufer. Zu dessen Schutz bemühte sich 1837/38 Freiherr Hans Carl von Zwierlein die Schönborn’sche Aue als Gegenbau ebenfalls verlanden zu lassen, jedoch ging der durch einen Steindamm vom Fließwasser abgetrennte Rheinarm in Fäulnis über und bildete die Brutstätte für eine Schnakenplage. Im Zuge von Rheinregulierungsmaßnahmen, die auf heftige Proteste seitens der Rheingauer Bevölkerung stießen, wurde 1885 die Verlandung endgültig beschlossen. Der Geisenheimer Generalkonsul Eduard von Lade nutzte seine guten Beziehungen zur preußischen Regierung und erreichte zunächst die Einstellung und den teilweisen Rückbau bereits errichteter Regulierungsbauten, um die Jahrhundertwende jedoch wurde der Rheinarm um die Schönborn’sche Aue immer mehr zugeschüttet. Zur Verfüllung wurde das bei Verbreiterungsarbeiten am Binger Loch angefallene Baggergut genutzt. Seit den 1950er Jahren ist die Aue, die sich immer noch im Eigentum der Grafen von Schönborn befindet, zum größten Teil an die Stadt Geisenheim verpachtet, die das Gebiet einem Kleingartenverein zur Verfügung gestellt hat.

## Renaturierung
Im Rahmen des Anfang 2013 begonnenen Projektes A 643 Neubau Rheinbrücke Schierstein durch Hessen Mobil wurde der ehemalige Altrheinarm der Schönborn’schen Aue als Kompensationsmaßnahme renaturiert. Notwendig wurde dies, da für den sechsspurigen Ausbau der Autobahn zwischen dem Schiersteiner Kreuz und dem Autobahndreieck Mainz Eingriffe in den wertvollen Weichholzauenbestand der Rettbergsaue erfolgten.
Auf insgesamt 1,2 km Länge wurde der Altrheinarm ausgebaggert und wird jetzt auf einer Breite von sechs Metern dauerhaft durchströmt. Auf der sich anschließenden Innenböschung des Flusslaufes soll sich eine Röhrichtzone entwickeln, an die sich in Folge eine Weichholzaue, eine Übergangszone und eine Hartholzaue anschließen sollen. Die Breite der neuen Landschaft wechselt zwischen 25 und 75 m. Der Auenwald und die typische Auenvegetation sollten durch natürliche Sukzession entstehen, weshalb auf eine Bepflanzung bewusst verzichtet wurde. 
Durch die Renaturierung soll neben dem Naturschutz auch eine Verbesserung des Abflussregimes des Rheins erreicht werden. Die neu entstandene Auenlandschaft kann eine Reduzierung der Hochwasserspitzen rheinabwärts mit sich bringen. Die Maßnahme soll außerdem das europäische Schutzgebietsnetz Natura 2000 stärken.
Um die Insel an das Festland anzubinden, wurden am westlichen Auslauf des Rheinarms eine Brücke sowie ein Fußgängersteg in der Mitte errichtet.